# 4e cérémonie des Australian Film Critics Association Awards
La 4e cérémonie des Australian Film Critics Association Awards, décernés par la Australian Film Critics Association, a eu lieu en janvier 2010 et a récompensé les meilleurs films réalisés l'année précédente.

## Palmarès

### AFCA Film Awards

#### Meilleur film australien
- Conspiration (Balibo)
  - Mary et Max (Mary and Max)
  - Samson et Delilah (Samson and Delilah)

#### Meilleur film étranger en anglais
- Morse (Låt Den Rätte Komma In)
  - Moon
  - The Wrestler
  - Là-haut (Up)

#### Meilleur film documentaire
- Of Time and the City
  - Rencontres au bout du monde (Encounters At The End Of The World )
  - Capitalism : A Love Story

#### Meilleur film pas sorti en Australie
- Un lac
  - Love Exposure (愛のむきだし, Ai no mukidashi)

### AFCA Writings Awards
- Ivan Hutchinson Award du meilleur article sur le cinéma australien : « Loving Samson & Delilah » – Therese Davis
- Meilleur article sur le cinéma non-australien : « Fake Politics For the Real America » – Martyn Pedler
- Meilleure critique de film australien : Disgrâce (Disgrace) – Alice Tynan
- Meilleure critique de film non-australien : 2012 – Stephen Rowley